# Isaak Markovič Chalatnikov
Isaak Markovič Chalatnikov (Исаак Маркович Халатников; Dnipropetrovs'k, 17 ottobre 1919 – Černogolovka, 9 gennaio 2021) è stato un fisico sovietico, dal 1991 russo, noto per i suoi contributi fondamentali nello sviluppo della congettura BKL in relatività generale.
Si laureò in fisica nel 1941 presso l'Università Nazionale di Dnipropetrovsk. Nel 1952 ottenne il dottorato in fisica e matematica.
Gran parte della produzione scientifica di Chalatnikov nacque dalla collaborazione con il fisico Lev Landau. Tra i lavori più importanti si può ricordare la teoria di Landau-Chalatnikov della superconduttività.
Chalatnikov fu direttore del prestigioso Istituto Landau di Fisica Teorica dal 1965 al 1992.